# Cal Monfà
Cal Monfà o Cal Patet és una casa noucentista i modernista de Granyena de les Garrigues (Garrigues) inclosa a l'Inventari del Patrimoni Arquitectònic de Catalunya.

## Descripció
L'edifici està ubicat a l'extrem d'un carrer amb una situació que fa que tingui façana a tres carrers, cadascuna a un nivell diferent. Té una planta de grans dimensions estructurada en planta baixa, dos pisos i un terrat a la façana principal, orientada cap a la plaça Homenatge a la Vellesa, i a la lateral, al carrer Raval, hi ha un pis més degut al desnivell. Tota la façana està arrebossada a excepció dels elements ornamentals. Està coberta a dues aigües amb teula àrab.
És una construcció eclèctica, sobretot en l'ús dels elements decoratius de la façana principal, part més interessant de l'edifici. Al primer pis hi ha un balcó corregut amb dues obertures fet de ferro forjat. Les obertures estan decorades amb motllures de formes corbes fetes de pedra vista que contrasten amb el blanc de l'arrebossat. Al segon pis hi ha dues finestres petites bigeminades amb una gelosia a la zona superior, d'inspiració neogòtica. El remat de la façana és una balustrada de pedra amb àmfores als angles.
Les altres façanes són més austeres, sense gaire decoració. La portada de l'esquerra té una inscripció on posa "Vª e hijo de Moufà" i a sota la data de 1910. La dreta, de forma semicircular, porta gravades les inicials MA i dues dates 1902 i 1903.